# Yongchang
Yongchang (en chino:永昌县, pinyin:Yǒngchāng xiàn) es un condado bajo la administración directa de la ciudad-prefectura de Jinchang en la provincia de Gansu, República Popular China, con una población censada en noviembre de 2010 de 235 489 habitantes.
Se encuentra situada en el centro de la provincia, cerca del río Amarillo (Huang He) y de las montañas Qilian.